# تانسیلکتومی

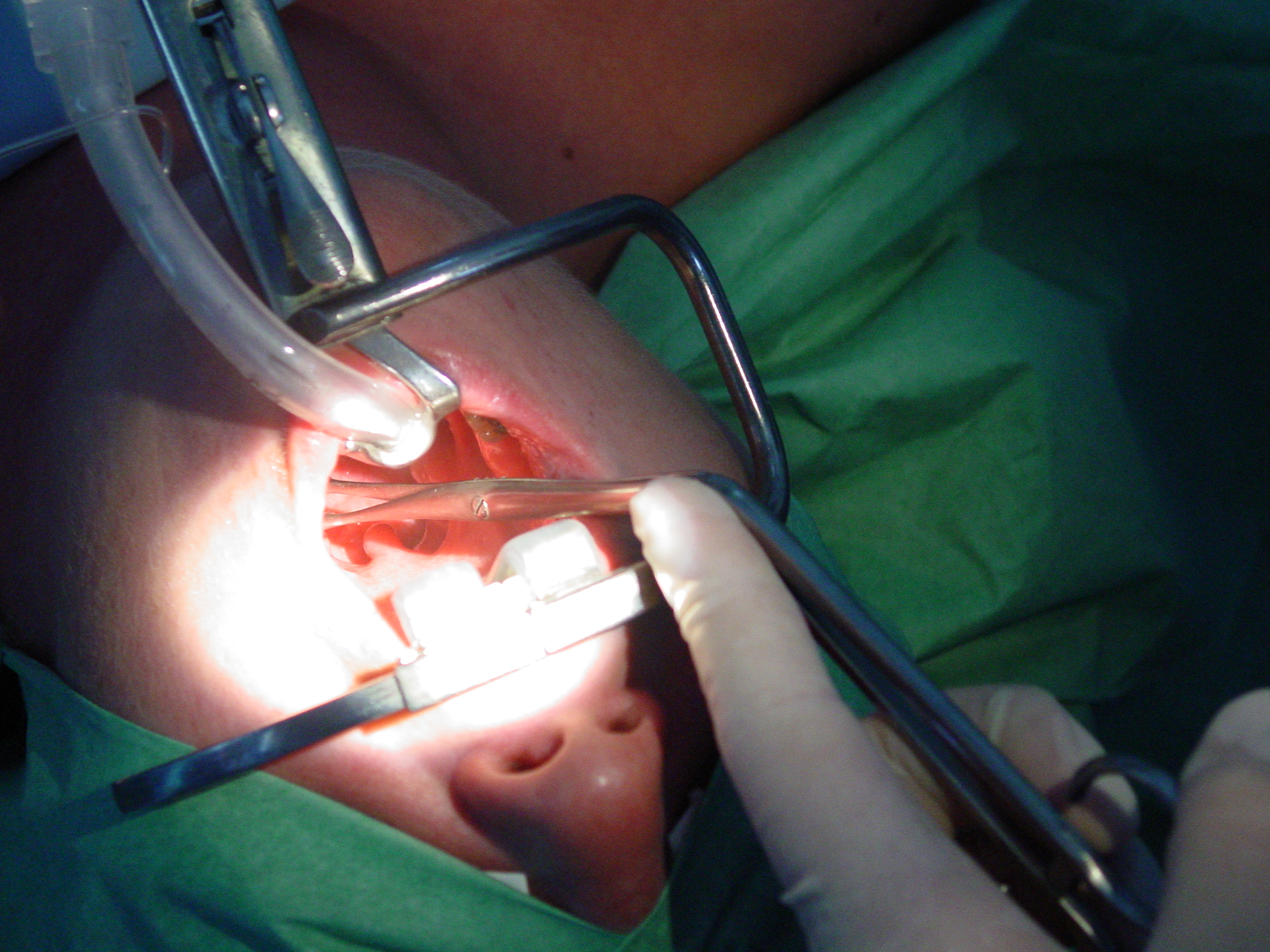
تانسیلکتومی

بادامک‌برداری (لوزه‌برداری) یا تانسیلکتومی (به انگلیسی: Tonsillectomy) نام نوعی جراحی گوش حلق بینی است که در آن اقدام به برداشتن لوزه‌ها می‌شود.
این عمل جراحی حدود ۳۰۰ سال قدمت دارد که به‌طور سنتی با حذف دو لوزه موجود در کناره حلق به انجام می‌رسد.

این عمل در پاسخ به وقوع مکرر التهاب لوزه، جراحی درمانی آپنه انسدادی خواب، انسداد راه‌های هوایی یا آبسه دور لوزه انجام می‌شود.

در کودکان لوزه سوم نیز همراه با این عمل جراحی برداشته می‌شود که به آن آدنوئیدکتومی (Adenoidectomy) و در صورتی که همراه با برداشتن لوزه باشد به آن تانسیلوآدنوئیدکتومی (Tonsilloadenoidectomy) گفته می‌شود.

## اندیکاسیون‌ها
تانسیلکتومی زمانی برای بیمار کاربرد دارد که وی سابقه تجربه عفونت‌های مکرر لوزه را داشته باشد. دفعات التهاب باید بیش از سه بار باشد.

یک بار التهاب به عفونت لوزه برای انجام این عمل جراحی کافی نیست.
مطابق با دستورالعمل‌های آکادمی آمریکایی گوش و حلق و بینی و جراحی سر و گردن (AAO-HNS) در سال ۲۰۱۲، تانسیلکتومی در موارد زیر اندیکاسیون دارد: عفونت مکرر لوزه با تعداد دفعات ۷ بار در سال گذشته، حداقل ۵ بار در هر سال به مدت ۲ سال یا حداقل ۳ بار در هر سال به مدت ۳ سال، که به صورت مستندات در پرونده‌های پزشکی بیمار موجود باشد یا یک یا بیشتراز موارد زیر باشد: دمای بیشتر از ۳۸٫۳ درجه، آدنوپاتی گردن، ترشحات لوزه یا مثبت شدن آزمون برای گروه A استرپتوکوک بتا همولیتیک.
- نشانه‌های مطلق: بزرگ شدن لوزه‌های که منجر به انسداد راه‌های هوایی فوقانی شود، دیسفاژی شدید (سختی در بلع)، اختلالات خواب یا عوارض قلبی، التهابات لوزه منجر به تب و تشنج
- نشانه‌های نسبی: بوی بد دهان، اختلال در گفتار، سه بار یا بیشتر عفونت لوزه در هر سال با وجود درمان پزشکی کافی، ورم مداوم یا مکرر یک حامل استرپتوکوکی در پاسخ به آنتی‌بیوتیک، هایپرتورفی لوزه‌ها که یک طرفه می‌باشد و بافت سرطانی فرض می‌شود.[۱][۲]

## همه‌گیرشناسی
در حالی که این عمل جراحی فقط یکبار به انجام می‌رسد ولی هنوز هم شایعترین عمل جراحی روی کودکان در ایالت متحده آمریکا به‌شمار می‌آید.
در سال ۱۹۵۹ میلادی بالغ بر ۱٫۴ میلیون عمل برداشتن لوزه در ایالات متحده آمریکا انجام شد. این مقدار در سال ۱۹۸۷ به ۲۶۰ هزار عمل کاهش یافت در حالی که این عمل یکی از ۲۴ دلیل شایع بستری شدن در بیمارستان به‌شمار می‌رفت. و دلیل اصلی آن عفونت‌های مکرر ناشی از انسداد بود.

## روش‌های عمل
در این عمل جراحی استفاده از اسکالپل یا چاقوی جراحی بیشترین کاربرد را دارد. با این حال از روش‌های دیگری در انجام این جراحی استفاده می‌شود:
- قطع به وسیلهٔ اسنار (Dissection and snare method): برداشتن لوزه‌ها با استفاده از فورسپس و قیچی با یک حلقه سیم به نام اسنار. در این روش لازم است بیمار تحت بیهوشی عمومی قرار گرفته و لوزه‌ها به‌طور کامل حذف می‌شود و بافت باقی‌مانده کوتر می‌گردد. بیمار بعد از جراحی کمترین میزان خونریزی را دارد.
- الکتروکوتر (Electrocautery): در این روش با استفاده از انرژی الکتریکی بافت لوزه‌ها جدا می‌شوند. و جهت کاهش خونریزی؛ زخم سوزانده (cauterization) می‌شود. تحقیقات نشان داده‌است؛ گرمای الکتروکوتر (۴۰۰ درجه سانتی گراد) ممکن است به بافت اطراف آسیب برساند و سبب ایجاد درد پس از جراحی برای بیمار شود.
- سوزاندن با امواج رادیویی (Radiofrequency Ablation):این روش به وسیلهٔ یک لایه سالین و بدون استفاده از گرما پیوندهای مولکولی را قطع می‌کند. همان‌طور که انرژی به بافت منتقل می‌شود تفکیک یونی رخ می‌دهد. این مکانیسم می‌تواند باعث حذف بخش یا تمام بافت لوزه می‌شود. این نتیجه در دمایی برابر با ۴۵ تا ۸۵ درجه سانتی گراد انجام می‌شود. و چنین ادعا شده‌است که درد کمتر، بهبودی سریعتر و مراقبت بعد از عمل کمتری دارد. این عمل در اتاق عمل و تحت بیهوشی عمومی انجام می‌شود.
- چاقوی جراحی موزون (Harmonic scalpel): یک وسیله جراحی با استفاده از امواج فراصوت کار می‌کند.
- تخریب با امواج رادیویی (Radiofrequency ablation)
- جوش حرارتی (Thermal Welding)
- لیزر دی‌اکسید کربن (Carbon dioxide laser)

## مراقبتهای قبل از عمل
- آزمایش خون (کنترل زمان انعقاد خون)
- کنترل وجود دندان لق
- معاینه فیزیکی و سابقه پزشکی

مراقبت‌های روز قبل از عمل:
- خودداری از مصرف آسپرین، ایبوپروفن، ناپروکسن، وارفارین و دیگر داروهای مشابه.

مراقبت‌های روز عمل:
- منع از خوردن و آشامیدن؛ حدود ۱۲ ساعت قبل از عمل
- مصرف داروهای خاص با یک جرعه کوچک آب[۴]

## بعد از عمل
گلودرد حدود دو هفته بعد از عمل جراحی باقی بماند.
بازیابی کامل بیمار حدود ۷ تا ۱۰ روز به طول می‌انجامد و در این مدت باید بیمار باید هیدراتاسیون کافی داشته باشد زیرا کم‌آبی می‌توند باعث افزایش گلودرد شود.

در برخی موارد؛ اغلب ۷ تا ۱۱ روز بعد از جراحی احتمال خونریزی از محل برش وجود دارد. در کل خطر خونریزی چیزی در حدود ۱ تا ۲ درصد است. در بزرگسالان و به خصوص افراد مسن بالای ۷۰ سال و سه جهارم افراد مورد جراحی خونریزی در همان روز عمل جراحی اتفاق می‌افتد. حدود ۳ درصد از این افراد دچار خونریزی قابل توجهی در این زمان می‌شوند که گاهی نیاز به مداخلات جراحی دارد.

شیوه تسکین درد پس از جراحی در حال تغییر است. به‌طور سنتی برای دردهای خفیف از استامینوفن کدئین و برای دردهای شدیدتر از مواد مخدر قوی تر استفاده استفاده می‌شد.
به نظر می‌رسد عمل جراحی لوزه برای بزرگسالان نسبت به کودکان دردناکتر است.

## خطرات و عوارض احتمالی
این عمل جراحی مانند دیگر اعمال خطراات و عوارض خاص خود را دارد:
- خطرات بیهوشی:
  - واکنش به داروهای بیحس کننده
  - اختلالات تنفسی
- خطرات جراحی:
  - خونریزی در حین عمل جراحی
  - تورم: تورم زبان و کام نرم. این تورم باعث اختلالات تنفسی در چند ساعت ابتدایی بعد از عمل می‌شود.
  - عفونت بعد از جراحی که بسیار نادر است و نیاز به درمان دارد.[۵]

## نگارخانه

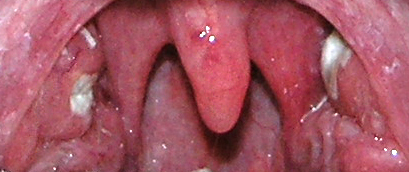
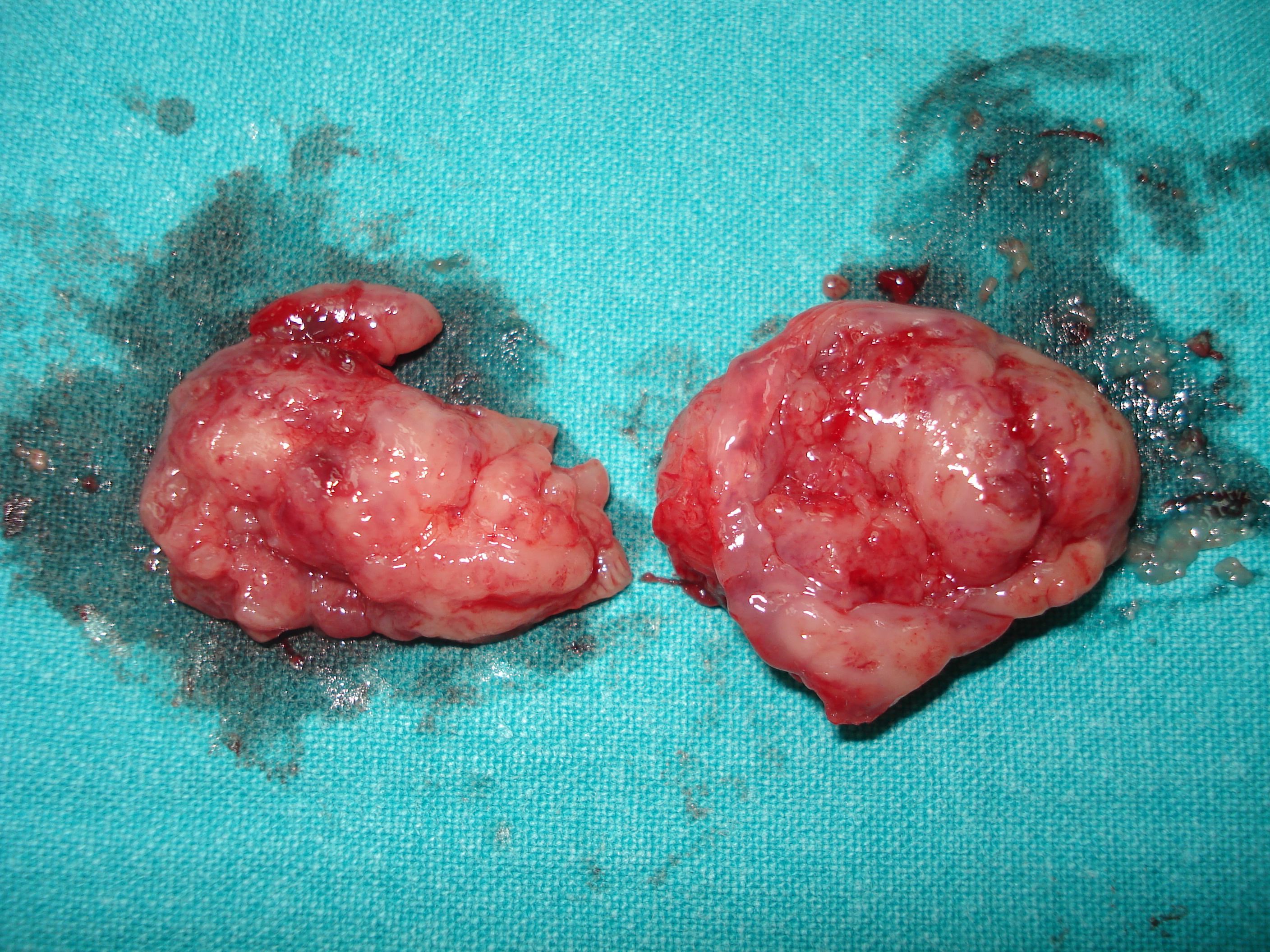
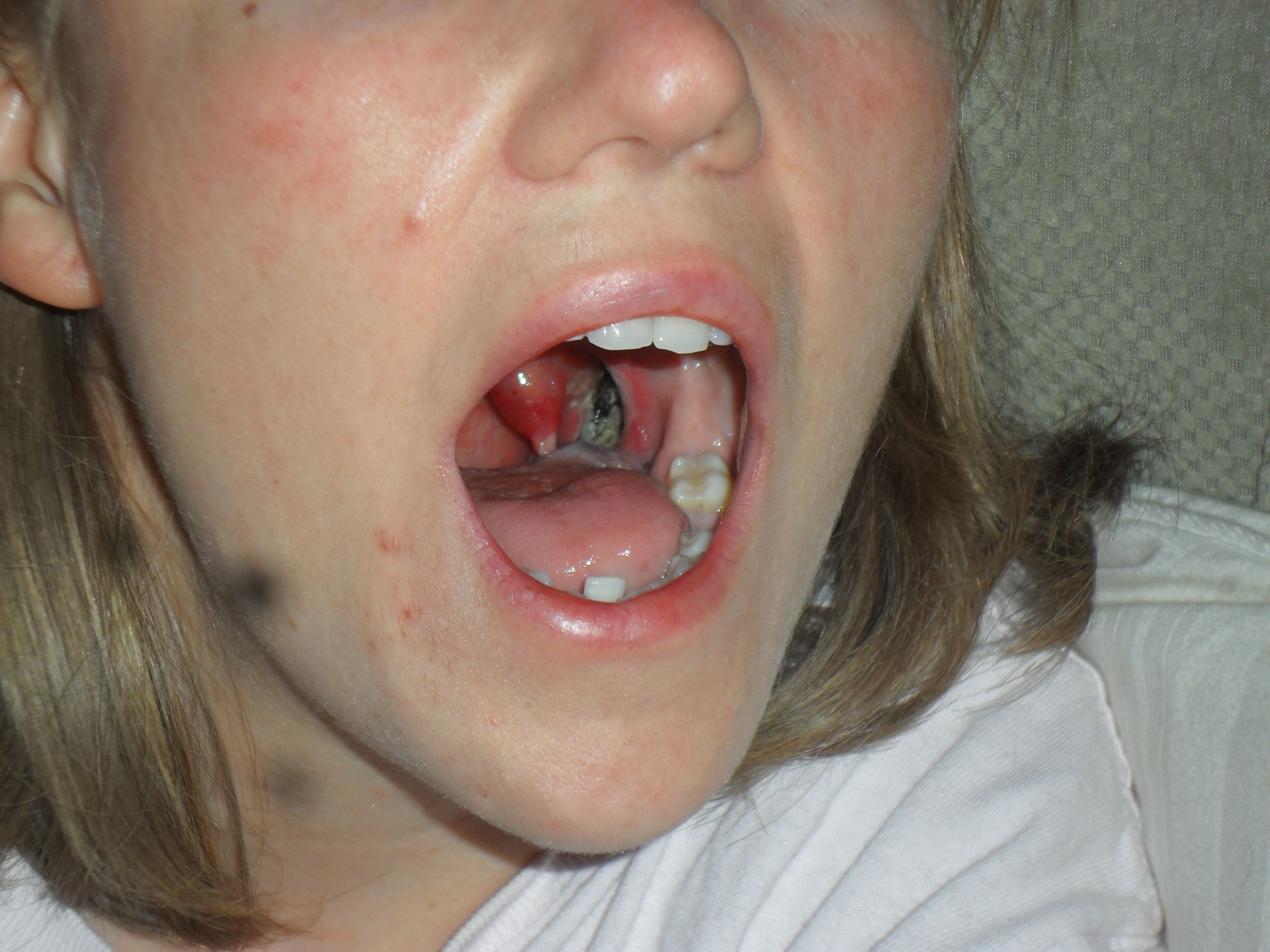
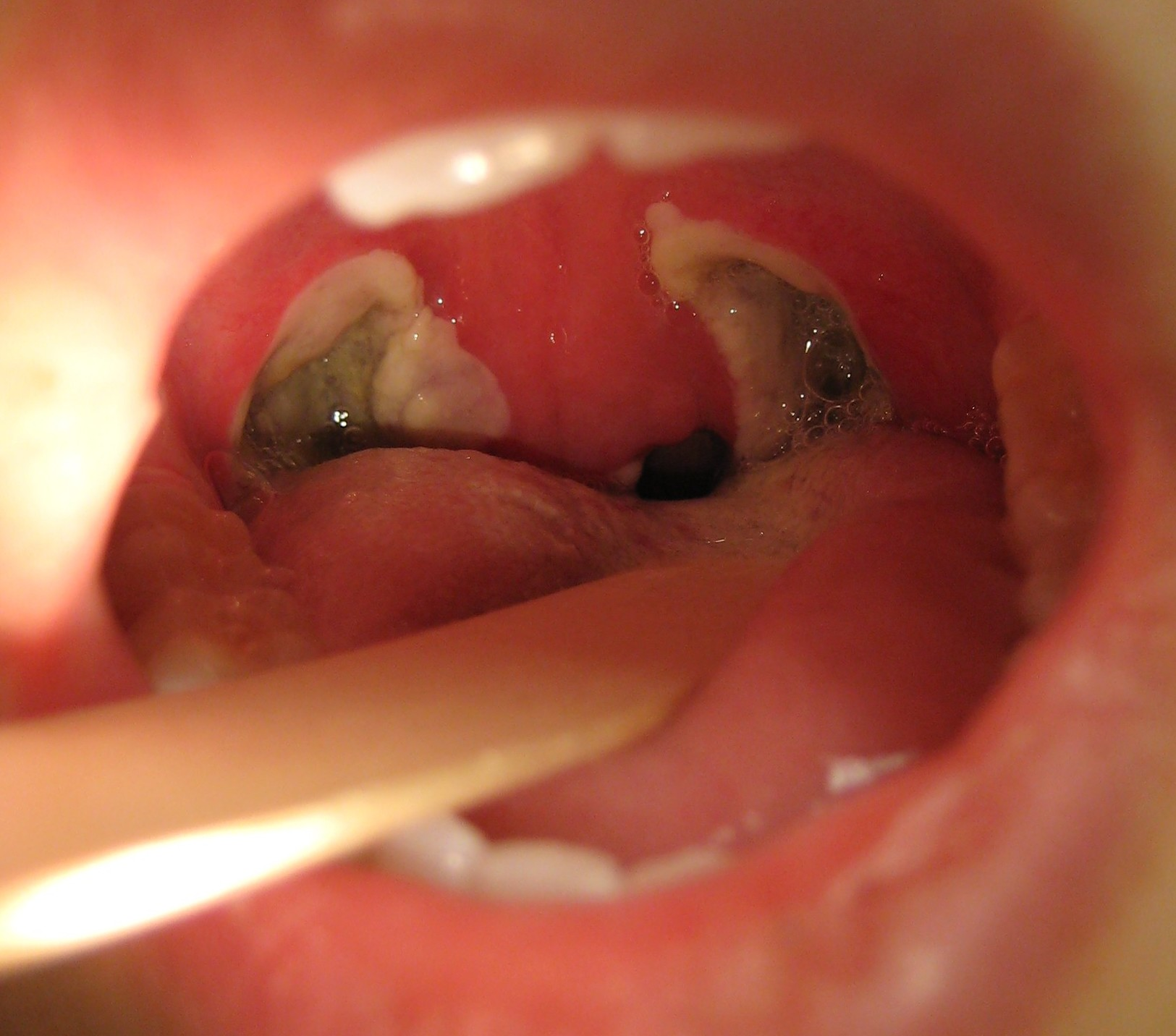